# Gunung Batemutareue
Gunung Batemutareue är ett berg i Indonesien.   Det ligger i provinsen Aceh, i den västra delen av landet, 1 800 km nordväst om huvudstaden Jakarta. Toppen på Gunung Batemutareue är 591 meter över havet, eller 55 meter över den omgivande terrängen. Bredden vid basen är 0,87 km.
Terrängen runt Gunung Batemutareue är huvudsakligen kuperad, men åt sydväst är den bergig. Runt Gunung Batemutareue är det mycket glesbefolkat, med 2 invånare per kvadratkilometer. I omgivningarna runt Gunung Batemutareue växer i huvudsak städsegrön lövskog.